# Liberije
Liberije (310. – 366.), papa od 17. svibnja 352. (prema Catalogus Liberianus) do 24. rujna 366., nasljednik Julija I. Ostao je prvi papa od ranih papa koji još nisu kanonizirani (odnosno nije svetac), iako je kanoniziran u Pravoslavnoj Crkvi. 